# Élodie Mennegand
Élodie Mennegand est une actrice française.

## Filmographie
- 1996 : Des lendemains qui chantent : Julie
- 1997 : L'une
- 1997 : Nés quelque part : Marie
- 1997 : Le Déménagement : Géraldine
- 1998 : Je ne veux pas être sage
- 1998 : Les Bruits de la ville : la copine de Malika
- 1999 : L'Enterrement d'une vie de jeune fille
- 1999 : Clown
- 2000 : Julie Lescaut, épisode 2 saison 9, Délit de justice de Daniel Janneau : Laetitia
- 2000 : Navarro : L'émeute : Clarisse
- 2000 : Exit : Élodie
- 2000 : La Mécanique des femmes
- 2001 : L'Androgyne : Eve
- 2002 : Le Doux Amour des hommes : Vanessa
- 2002 : Alice : Manon
- 2004 : Le Petit Sanctuaire : Sophie
- 2004 : Doo Wop : Laurence
- 2006 : Les Deux Vies du serpent : Déborah
- 2007 : Un flic : Louisa
- 2008-2011 : Hard : Shana
- 2013 : Famille d'accueil (Série Télévisée) saison 12 épisode 1: Lolita (Elisa Frojeon) mère de Lola.
- 2015 : La Fille du patron : Caroline